# 미사강변한강로
미사강변한강로(Misagangbyeonhangang-ro)는 경기도 하남시 미사2동 은가람중학교 앞과 경기도 하남시 덕풍동(행정동 덕풍3동) 80-3을 잇는 도로이다. 미사강변도시 조성 사업으로 신설된 도로이다.

## 연혁
- 2013년 12월 27일: 도로명으로 미사강변한강로를 고시

## 주요 경유지
경기도
- 하남시 (미사2동, 미사1동, 덕풍3동)

## 주요 건물 및 시설
- 은가람중학교 (경기도 하남시 미사강변한강로 9)
- 미사강변고등학교 (경기도 하남시 미사강변한강로 75)
- 미사강변중학교 (경기도 하남시 미사강변한강로 89)
- 미사초등학교 (경기도 하남시 미사강변한강로 200)
- 중아트갤러리 하남본사 (경기도 하남시 미사강변한강로 209)
- 미사고등학교 (경기도 하남시 미사강변한강로 210)
- 한강유역환경청 (경기도 하남시 미사강변한강로 229)